# Карл Вільгельм (князь Ангальт-Цербстський)
Карл Вільгельм (нім. Karl Wilhelm), (нар. 16 жовтня 1652 — пом. 3 листопада 1718) — князь Ангальт-Цербстський у 1667—1718 роках, син князя Йоганна VI та Софії Августи Гольштейн-Готторпської.

## Біографія
Карл Вільгельм народився 16 жовтня 1652 року у Цербсті. Він став першою дитиною, що вижила в родині князя Йоганна VI та його дружини Софії Августи Гольштейн-Готторпської. Згодом в родині народилося ще десятеро дітей, з яких дорослого віку досягли брати Антон Гюнтер, Йоганн Адольф і Йоганн Людвіг та сестра Софія Августа.
Карл Вільгельм успадкував Ангальт-Цербстське князівство, коли йому було лише 14 років. Регентство при малолітньому правителеві здійснювали його матір, ландграф Гессен-Дармштадтський Людвіг VI та князь Ангальт-Дессауський Йоганн Георг II.
Князь отримав добру освіту, що завершив у тривалих подорожах. 1669 із молодшим братом Антоном Гюнтером він вирушив у свій «Гранд тур». Брати відвідали Голландію, Англію, Францію та Італію. Повертаючись, у Регенсбурзі 1672 року зустрілись всі четверо братів. Всі вони стали почесними гостями імператора Леопольда I у Відні, їм було надано дозвіл поцілувати монаршу руку. Перебування при імперському дворі вони присвятили налагодженню великосвітських знайомств та поглибленню знань. Протягом перебування поза межами дому, брати багато часу проводили разом. Це створило глибокий зв'язок між ними, що зберігся на все життя.
1674 Карл Вільгельм був проголошений повнолітнім і став повноправним правителем.
У 23 роки Карл Вільгельм пошлюбився із донькою герцога Августа Саксен-Вайзенфельського, Софією, якій невдовзі виповнювалося 22. Весілля відбулося 18 червня 1676 у Галле, батьківщині нареченої. Протягом наступних трьох років Софія народила троє дітей:
Із дружиною вони, на відміну від звичайної традиції європейських дворів, мали спільну спальню. Це може свідчити про те, що шлюб був заключений через кохання і виявився щасливим та гармонійним.
1681 князь, вирішивши збудувати нову резиденцію, доручив розробку плана голландцеві Корнеліусу Рікваерту. Урочисте відкриття головної будівлі Цербстського замку відбулося 23 червня 1696. На будівництво було затрачено 57 000 талерів.
16 жовтня 1696 також була відкрита новозбудована лютеранська церква Святої Трійці, що була закладена 1683 і будувалася під наглядом архитектора Рікваерта, а згодом — Джованні Симонетті. Її відкриття поклало край суперечностям із реформатською общиною міста, які для своїх богослужінь отримали приміщення церкви Святого Миколая.
Певний час резиденцією правителя був Йевер, що дістався йому у спадок від бабусі Магдалени Ольденбурзької.
1714 помер Антон Гюнтер, що мав єдину доньку від морганатичного шлюбу. Території Ангальт-Мюлінгену знову приєдналися до Ангальт-Цербсту.
За чотири роки пішов з життя сам Карл Вільгельм. Йому наслідував син Йоганн Август.

## Родина

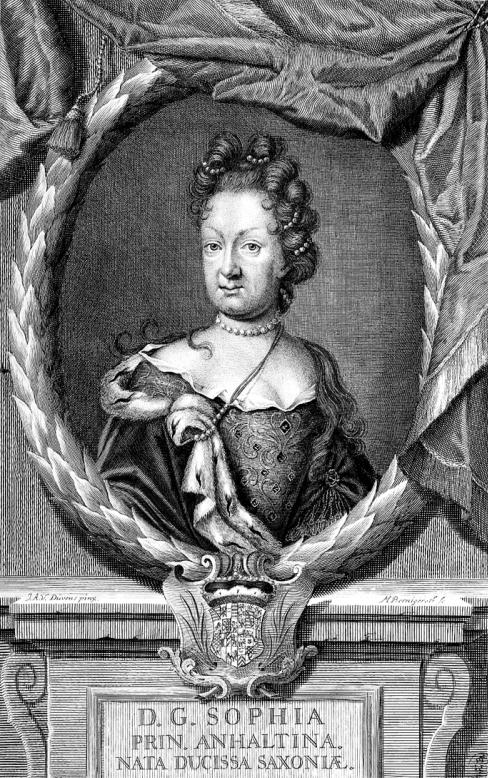
Софія Саксен-Вайссенфельська

Дружина — Софія Саксен-Вайзенфельська
Діти:
- Йоганн Август (1677—1742) — наступний князь Ангальт-Цербсту, був двічі одружений, дітей не мав;
- Карл Фрідріх (1678—1693) — помер у віці 15 років;
- Магдалена Августа (1679—1740) — дружина герцога Саксен-Гота-Альтенбурзького Фрідріха II, мала численних нащадків.